# Куча (структура данных)

Пример полной двоичной кучи

Ку́ча (англ. heap) в программировании — специализированная структура данных типа дерева, которая удовлетворяет свойству кучи: если {\displaystyle B} является узлом-потомком узла {\displaystyle A}, то {\displaystyle k(A)\geqslant k(B)}, где {\displaystyle k(X)} — ключ (идентификатор) узла. Из этого следует, что элемент с наибольшим значением ключа всегда является корневым узлом кучи, поэтому иногда такие кучи называют max-кучами (в качестве альтернативы, если сравнение перевернуть, то наименьший элемент будет всегда корневым узлом, такие кучи называют min-кучами). Не существует никаких ограничений относительно того, сколько узлов-потомков имеет каждый узел кучи, хотя на практике их число обычно не более двух. Куча является максимально эффективной реализацией абстрактного типа данных, который называется очередью с приоритетом. Кучи имеют решающее значение в некоторых эффективных алгоритмах на графах, таких, как алгоритм Дейкстры на d-кучах и сортировка методом пирамиды.
В ранних реализациях Лиспа обеспечивалось динамическое распределение памяти с использованием кучи как структуры данных, впоследствии всякую динамически распределяемую память стали называть «кучей» (хотя она не обязательно использует соответствующую структуру).
Кучи обычно реализуются в виде массивов, что исключает наличие указателей между её элементами.
Над кучами обычно проводятся следующие операции:
- найти максимум или найти минимум: найти максимальный элемент в max-куче или минимальный элемент в min-куче, соответственно
- удалить максимум или удалить минимум: удалить корневой узел в max- или min-куче, соответственно
- увеличить ключ или уменьшить ключ: обновить ключ в max- или min-куче, соответственно
- добавить: добавление нового ключа в кучу.
- слияние: соединение двух куч с целью создания новой кучи, содержащей все элементы обеих исходных.

## Варианты
В зависимости от ограничений на структуры используются различные варианты куч, некоторые их них:
- 2-3-куча
- Двуродительская куча
- Двоичная куча
- Биномиальная куча
- Очередь Бродала (очередь с параллельным приоритетом)[2]
- Куча с D-потомками
- Фибоначчиева куча
- Куча с приоритетом самого левого
- Спаренная куча
- Асимметричная куча
- Мягкая куча
- Тернарная куча
- Декартово дерево

Различные варианты демонстрируют различную временну́ю сложность вычислений для различных операций (имена операций в нотации для min-кучи):
(*) Амортизированная сложность. В остальных случаях оценка понимается обычным образом: сложность в худшем случае.
(**) {\displaystyle n} — размер наибольшей кучи.
Здесь {\displaystyle O(F)} даёт асимптотическую верхнюю границу, а {\displaystyle \Theta (F)} является асимптотически точной оценкой (в соответствии с нотацией «O» большое и «o» малое).

## Применение
Структуры данных типа кучи имеют множество применений.
Пирамидальная сортировка: один из лучших применяемых методов сортировки, не имеющий квадратичных наихудших сценариев.
Алгоритмы поиска: при использовании кучи поиск минимума, максимума, того и другого, медианы или k-го наибольшего элемента может быть сделан за линейное время (часто даже за константное время).
Алгоритмы на графах: применение кучи в качестве структуры данных для внутреннего обхода даёт сокращение времени выполнения на полиномиальный порядок. Примерами таких проблем являются алгоритм построения минимального остовного дерева Прима и проблема кратчайшего пути Дейкстры.
Полная и почти полная бинарная куча может быть представлена очень эффективным способом с помощью индексного массива. Первый (или последний) элемент будет содержать корень. Следующие два элемента массива содержат узлы-потомки корня. Следующие четыре элемента содержат четверых потомков от двух узлов — потомков корня, и так далее. Таким образом, потомки узла уровня n будут расположены на позициях 2n и 2n+1 для массива, индексируемого с единицы, или на позициях 2n+1 и 2n+2 для массива, индексируемого с нуля. Это позволяет перемещаться вверх или вниз по дереву, выполняя простые вычисления индекса массива. Балансировка кучи делается перестановкой элементов, которые нарушают порядок. Поскольку мы можем построить кучу с помощью массива без дополнительной памяти (для узлов, например), то можно использовать пирамидальную сортировку для сортировки массива прямо на месте.

## Реализации
Стандартная библиотека шаблонов языка C++ предоставляет шаблоны функций для управления кучей make_heap, push_heap и pop_heap (обычно реализуются бинарные кучи), которые оперируют с итераторами произвольного доступа. Методы используют итераторы как ссылки на массивы и выполняют преобразование массив-куча.
Набор шаблонов Java платформы Java 2 (начиная с версии 1.5) предоставляет реализацию бинарной кучи в классе java.util.PriorityQueue<E>.
Python имеет модуль heapq, который реализует очереди с приоритетами с помощью бинарной кучи.
Начиная с версии 5.3 PHP в стандартной библиотеке имеются методы maxheap (SplMaxHeap) и minheap (SplMinHeap).
В Perl имеются реализации бинарной, биномиальной и фибоначчиевой кучи во всеобъемлющей сети архивов.